# Castellar (Piemont)

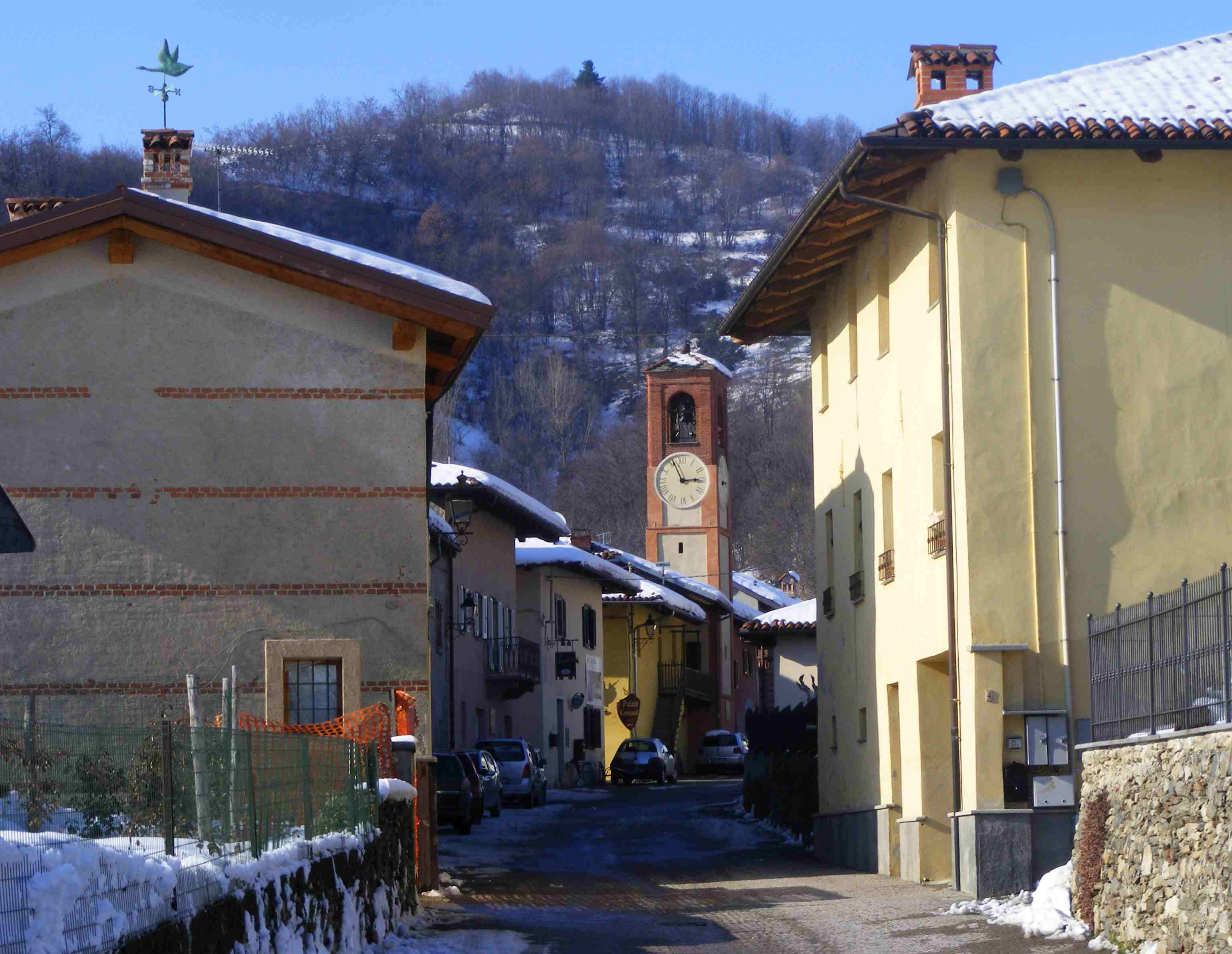

Castellar war eine Gemeinde mit 306 Einwohnern (Stand 31. Dezember 2018) in der italienischen Provinz Cuneo (CN), Region Piemont.
Seit dem 1. Januar 2019 ist die Ortschaft ein Teil der Gemeinde Saluzzo.
Die Nachbargemeinden sind Pagno, Revello und Saluzzo.
Das Gemeindegebiet umfasst eine Fläche von 3 km².